# Regione di Dar es Salaam
La regione di Dar es Salaam è una delle regioni della Tanzania. Ha capoluogo Dar es Salaam.

## Distretti
La regione, corrispondente di fatto alla città di Dar es Salaam, è divisa amministrativamente in tre distretti:
- Ilala
- Kinondoni
- Temeke